# Invordering van belasting
Een invordering is het innen van een belastingschuld of een te veel uitbetaalde uitkeringssom, soms als gevolg van uitkeringsfraude. In de zogeheten heffingsfase komt de belastingschuld van een belastingplichtige tot stand. In de invorderingsfase wordt die schuld vervolgens van de belastingschuldige geïnd. Na betaling vervalt de belastingschuld.
Bij niet-betaling kan de belastingschuld ook tenietgaan in de volgende situaties:
- bij verjaring (de verjaringstermijn werd niet op tijd gestuit, zie Verjaring stuiten)
- bij kwijtschelding
- bij verrekening

Indien geen verhaalsmogelijkheden aanwezig zijn en binnen afzienbare tijd niet te verwachten zijn, wordt de aanslag oninbaar geleden. Dit betekent echter niet dat de belastingschuld teniet gaat. Als nadat de belastingschuld oninbaar is geleden verhaalsmogelijkheden bekend worden, kan daarop gewoon verhaal worden gehaald.
Teruggaven blijven verrekend worden met oninbaar geleden aanslagen, zolang deze nog niet verjaard zijn.
In Nederland wordt de invordering van belastingen geregeld door de Invorderingswet 1990.